# Acacia tuberosa
Acacia tuberosa é uma espécie de leguminosa do gênero Acacia, pertencente à família Fabaceae.